# Francisco Palau y Quer
Francisco de Jesús María y José Palau y Quer (Aitona, Lérida, 29 de diciembre de 1811 - Tarragona, 20 de marzo de 1872) fue un sacerdote y fraile carmelita descalzo español, beatificado en 1988. Entre 1860 y 1861, fundó una congregación mixta de Hermanos y Hermanas Carmelitas Terciarios en las Islas Baleares, que originó las congregaciones de Carmelitas Misioneras Teresianas y Carmelitas Misioneras. Fue predicador de misiones populares y extendió la devoción de la Virgen María. Ejerció pedagogía catequista. Era tío abuelo de Santa Teresa de Jesús Jornet e Ibars. Fue predicador de misiones populares y extendió la devoción hacia la Virgen María bajo la Advocación de Nuestra Señora de las Virtudes.

## Primeros años
En Lérida, cursó en el seminario diocesano como alumno becado en octubre de 1828. Completado el trienio de estudios filosóficos y concluido el primer curso de teología, para pasar el 23 de octubre de 1832, a ingresar en el noviciado como postulante al convento de los Carmelitas Descalzos de Lérida de la Provincia de San José en Barcelona. El 14 de noviembre de 1832 recibió el hábito y tomó el nombre religioso de "Francisco de Jesús, María, y José". donde al año siguiente, profesó solemnemente los votos el 15 de noviembre de 1833.

## Carmelita Descalzo
Eran tiempos de persecución religiosa en España y él era consciente de la situación, sin embargo decidió seguir sus estudios de teología en el Convento de San José en Barcelona.
El 25 de julio de 1835 fueron incendiados los conventos y casas religiosas, entre ellos el convento de Francisco Palau, que tuvo que huir junto con otros carmelitas de la comunidad mientras ayudaba a escapar a uno de los ancianos ciegos de la comunidad.
Reanudó su vida de ascetismo en su pueblo natal, donde alternó su soledad con actividades apostólicas. Vivió en una cueva situada a unos dos km de Aitona, conocida hoy como Cueva del Padre Palau, transformada en medio de un bello paisaje en santuario mariano y lugar de silencio y oración. Fue ordenado sacerdote en Barbastro el 2 de abril de 1836.
El 21 de julio de 1840, cruzó las montañas de los Pirineos para vivir en el exilio en Francia durante once años hasta 1851. Allí siguió viviendo su vida solitaria en Perpiñán, Castillo de Mon desir en Livron y después en Cantayrac. Durante esta época, su forma de vida llamó la atención de las autoridades civiles y eclesiásticas. A la vez que fue admirado por las gentes sencillas y parte de la nobleza hasta ser reputado como santo. Para defenderse de las acusaciones de algún sacerdote ante el obispo de Montauban, escribió dos opúsculos: La Vida Solitaria y El solitario de Cantayrac.

## Fundador
Volvió a España el 13 de abril de 1851, siendo nombrado director espiritual de los ordenados en el seminario diocesano de Barcelona. Al mismo tiempo organizó y fundó la "Escuela de la Virtud", un modelo de enseñanza catequista, en Barcelona, en la iglesia parroquial de san Agustín, catequesis para adultos a base de dos secciones: la primera, basada en las virtudes Catecismo de las Virtudes, y la segunda, con un programa de 52 proposiciones sobre los movimientos ideológicos de actualidad. 
El gobierno liberal en aquellos momentos clausuró la escuela con la excusa de responsabilizarla de los movimientos y huelga obrera en Barcelona. Como consecuencia la Escuela de la Virtud fue suprimida y su director, Francisco Palau, fue desterrado a Ibiza en abril de 1854. Poco después el obispo de Barcelona, José Domingo Costa y Borrás, fue también desterrado a Cartagena.
Permaneció en el destierro durante seis años. Encontró un islote cerca de Ibiza, Es Vedrá, donde se retiraba temporadas para orar más intensamente y discernir la voluntad de Dios sobre su vida. En Es Cubells, Islas Baleares, construyó una ermita donde entronizó la imagen de Nuestra Señora de las Virtudes, primer santuario mariano de la isla.
En 1860-1861 reorganizó a los ermitaños de san Honorato de Randa en Mallorca e inició la fundación de una nueva familia una congregación mixta Carmelitana: la Congregación de Hermanos y Hermanas Terciarios Carmelitas de la Congregación de España en las Islas Baleares que posteriormente originaron las congregaciones de Carmelitas Misioneras Teresianas y Carmelitas Misioneras. También en esta época comenzó a escribir Mis Relaciones con la Iglesia, una especie de diario autobiográfico en cuyas páginas transmitió su experiencia sobre el misterio de la Iglesia, concebida como Dios y los prójimos.
En 1867 se le concedió autorización y nombramiento como Fundador y Director de los Carmelitas Terciarios de España. Un año después, en 1868, inició en Barcelona la publicación semanal El Ermitaño. También ejerció como exorcista, llegando a concebir el proyecto de crear una Orden de exorcistas y presentó al Concilio Vaticano I un amplio escrito sobre este tema, entregando un ejemplar a cada uno de los Padres Conciliares de lengua española.

## Muerte
El 10 de marzo de 1872, procedente del pueblo de Calasanz donde atendió a los epidémicos, llegó a Tarragona y de inmediato fue atendido por sus dirigidas hasta su fallecimiento el 20 de marzo de 1872. Asistido por las hermanas, por el hermano José de Santa Teresa Padró Canudas y por el carmelita descalzo Juan de Santo Tomás de Aquino Nogués, que fue su sucesor en la dirección de la congregación por nombramiento de los superiores de la orden.
Fue beatificado en Roma por el papa Juan Pablo II el 24 de abril de 1988. Su fiesta litúrgica se celebra el 7 de noviembre.

## Desarrollo de sus fundaciones
La rama masculina existió hasta la guerra civil española, a la que solo sobrevivieron unos pocos hermanos terciarios. Los de Palma de Mallorca se incorporaron a los Carmelitas Descalzos en la provincia de San José de Barcelona. El último superviviente, Francisco de la Virgen del Carmen Navarro, también se incorporó a ella y, como último representante de los hermanos, presidió junto a las hermanas de Tarragona el traslado de los restos del Fundador desde el cementerio de esta ciudad a la capilla de la Casa Madre de las Carmelitas Misioneras Teresianas. La rama femenina continúa en dos congregaciones: las Carmelitas Misioneras Teresianas y las Carmelitas Misioneras.